# Бикен
Бикен (њем. Bücken) општина је у њемачкој савезној држави Доња Саксонија. Једно је од 36 општинских средишта округа Нинбург (Везер). Према процјени из 2010. у општини је живјело 2.187 становника. Посједује регионалну шифру (AGS) 3256003.

## Географски и демографски подаци
Бикен се налази у савезној држави Доња Саксонија у округу Нинбург (Везер). Општина се налази на надморској висини од 18 метара. Површина општине износи 32,5 km². У самом мјесту је, према процјени из 2010. године, живјело 2.187 становника. Просјечна густина становништва износи 67 становника/km².